# Rafał Rulski
Rafał Rulski (ur. 14 listopada 1979 w Warszawie) – polski kierowca wyścigowy, dwukrotny mistrz Polski w WSMP.
Przygodę z motosportem rozpoczął na torze kartingowym w 1992 roku. Od 2018 roku założyciel szkoły doskonalenia techniki jazdy 4race.

## Kariera
W roku 1990 uzyskał licencję kartingową, Mistrza Polski, czterokrotnie zespołowo. Od 1991 startował w najwyższej klasie kartingowej ICA 100. Jego starty uznano za najlepszy debiut sezonu, a zarazem najmłodszy talent. Te sukcesy otworzyły mu drogę do startów w jeszcze wyższej i szybszej klasie. Jego wybitny talent w połączeniu z niezmiennie wysoką formą i profesjonalnym przygotowaniem we wszystkich sezonach wzbudziły zasłużone zainteresowanie kibiców i mediów. W ośmiu rundach pięć razy uplasował się na podium.
W 2002 rozpoczął starty w III i IV edycji Pucharu Alfa Romeo (PAR). Już od pierwszego wyścigu nawiązał kontakt i rywalizacje z czołówką. Pomimo młodego wieku został uznany przez zawodników i obserwatorów za talent sezonu 2003. Posiadając mocną motywację do startów w następnym roku, wykorzystał swoje predyspozycje maksymalnie – sezon 2004 zakończył tytułem wicemistrza w Długodystansowych Samochodowych Mistrzostwach Polski oraz drugiego wicemistrza w klasyfikacji generalnej DSMP.
Rok 2006 był sezonem startów Rafała w Pucharze VW Castrol Cup. W roku 2007 i 2009 wywalczył tytuł mistrza Polski WSMP.
Wiosną 2007 roku zadebiutował jako prezenter stacji TVN TURBO w programie „Szkoła szybkiej jazdy”.
Jego wzorem zarówno sportowym jak i życiowym pozostaje niezmiennie od lat brazylijski kierowca Formuły 1, Ayrton Senna.

## Zdobyte tytuły

### 1996
6. miejsce finał B Kartingowe Mistrzostwa Europy

### 2002/2003
Uznany za talent sezonu w wyścigach Puchar Alfa Romeo

### 2004
Wicemistrz w DSMP, oraz drugi Wicemistrz w klasyfikacji generalnej

### 2005/06
Starty w wyścigach VW Castrol Cup, zdobywając w poszczególnych eliminacjach miejsca na podium: 2. i 3.

### 2007
Mistrz Polski w Wyścigowych Samochodowych Mistrzostwach Polski

### 2009
Mistrz Polski w Wyścigowych Samochodowych Mistrzostwach Polski

### 2010
Drugi Wicemistrz w Wyścigowych Samochodowych Mistrzostwach Polski oraz 48 Rajd Barbórka

### 2012
50 Rajd Barbórka

### 2014
2014 BMW IS CUP 3 miejsce oraz 52 Rajd Barbórka